# Блажова-Дольна
Блажова-Дольна (пол. Błażowa Dolna) — село в Польщі, у гміні Блажова Ряшівського повіту Підкарпатського воєводства.
Населення — 1199 осіб (2011).
У 1975-1998 роках село належало до Ряшівського воєводства.

## Демографія
Демографічна структура станом на 31 березня 2011 року:
|          | Загалом | Допрацездатний вік | Працездатний вік | Постпрацездатний вік |
| -------- | ------- | ------------------ | ---------------- | -------------------- |
| Чоловіки | 601     | 125                | 414              | 62                   |
| Жінки    | 598     | 103                | 358              | 137                  |
| Разом    | 1199    | 228                | 772              | 199                  |